# Squalius
Squalius – rodzaj ryb z rodziny karpiowatych (Cyprinidae).

## Klasyfikacja
Gatunki zaliczane do tego rodzaju:
| - Squalius agdamicus - Squalius alburnoides – kalandino - Squalius albus - Squalius anatolicus - Squalius aphipsi – kleń kaukaski - Squalius aradensis - Squalius aristotelis - Squalius berak - Squalius cappadocicus - Squalius carinus - Squalius carolitertii - Squalius castellanus - Squalius cephaloides – klonek - Squalius cephalus – kleń - Squalius cii - Squalius ghigii - Squalius illyricus – kleń iliryjski, kleń jugosłowiański - Squalius irideus - Squalius janae - Squalius keadicus - Squalius kosswigi - Squalius kottelati - Squalius laietanus - Squalius lepidus - Squalius lucumonis | - Squalius malacitanus - Squalius microlepis – jelec neretwiański - Squalius moreoticus - Squalius orientalis - Squalius orpheus - Squalius palaciosi - Squalius pamvoticus - Squalius peloponensis - Squalius platyceps - Squalius prespensis - Squalius pursakensis - Squalius pyrenaicus - Squalius recurvirostris - Squalius ruffoi - Squalius spurius - Squalius squalus - Squalius svallize – jelec adriatycki - Squalius tenellus - Squalius torgalensis - Squalius turcicus - Squalius valentinus - Squalius vardarensis - Squalius zrmanjae |

Gatunkiem typowym jest Leuciscus squalus (S. squalus).

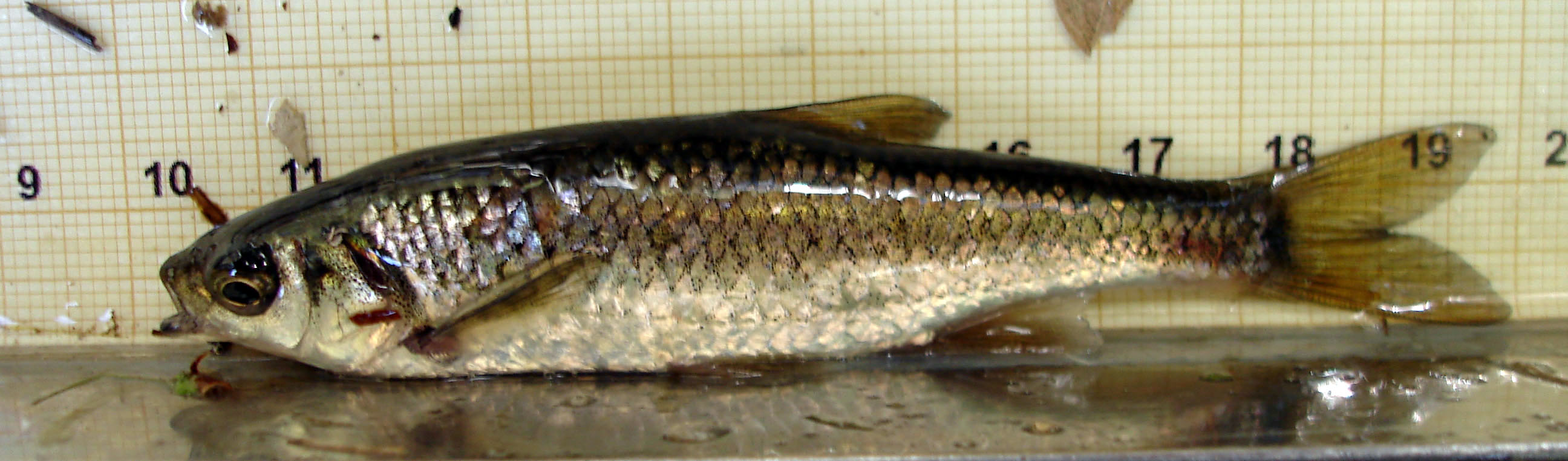
Squalius alburnoides
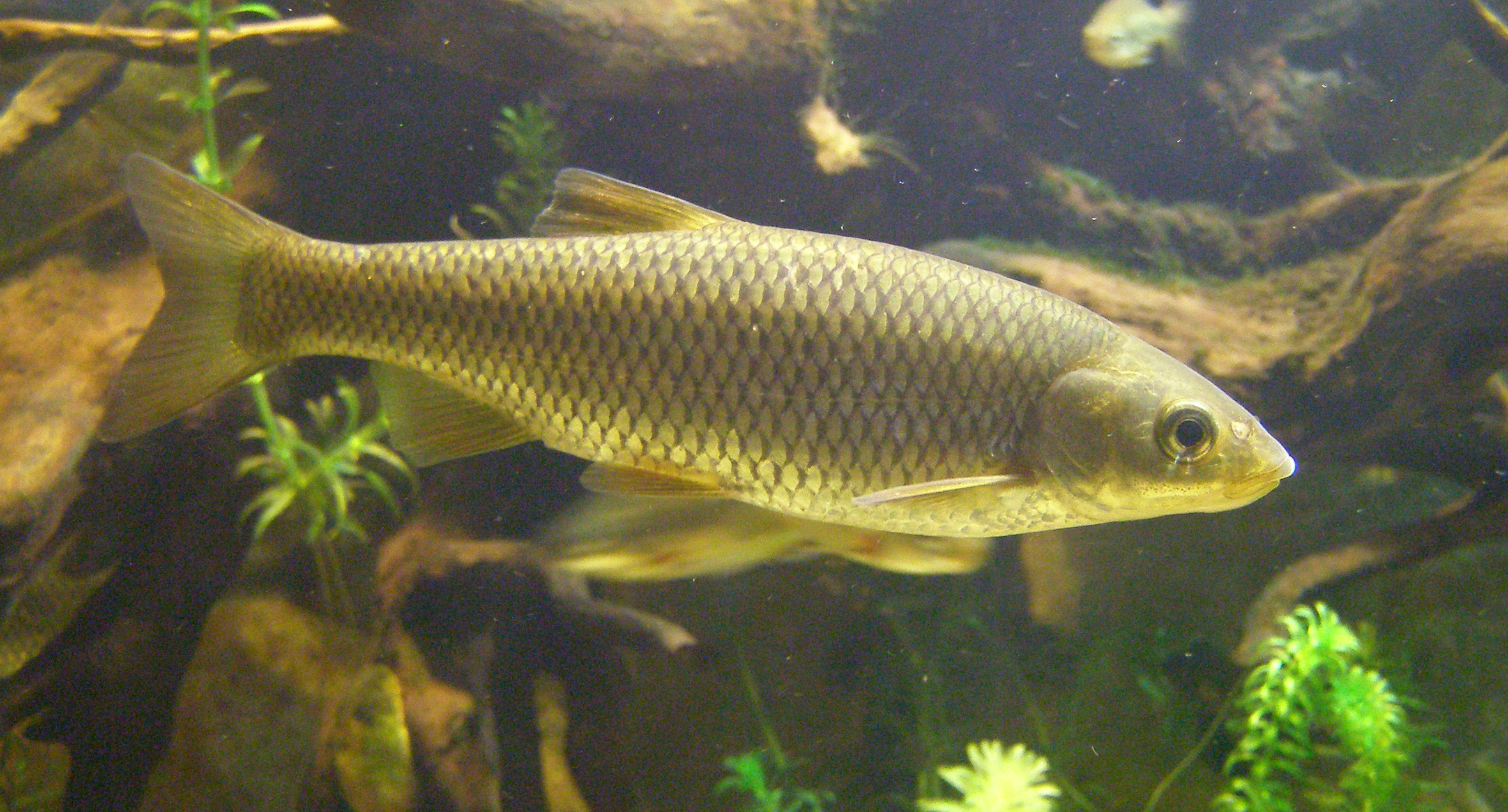
Squalius carolitertii
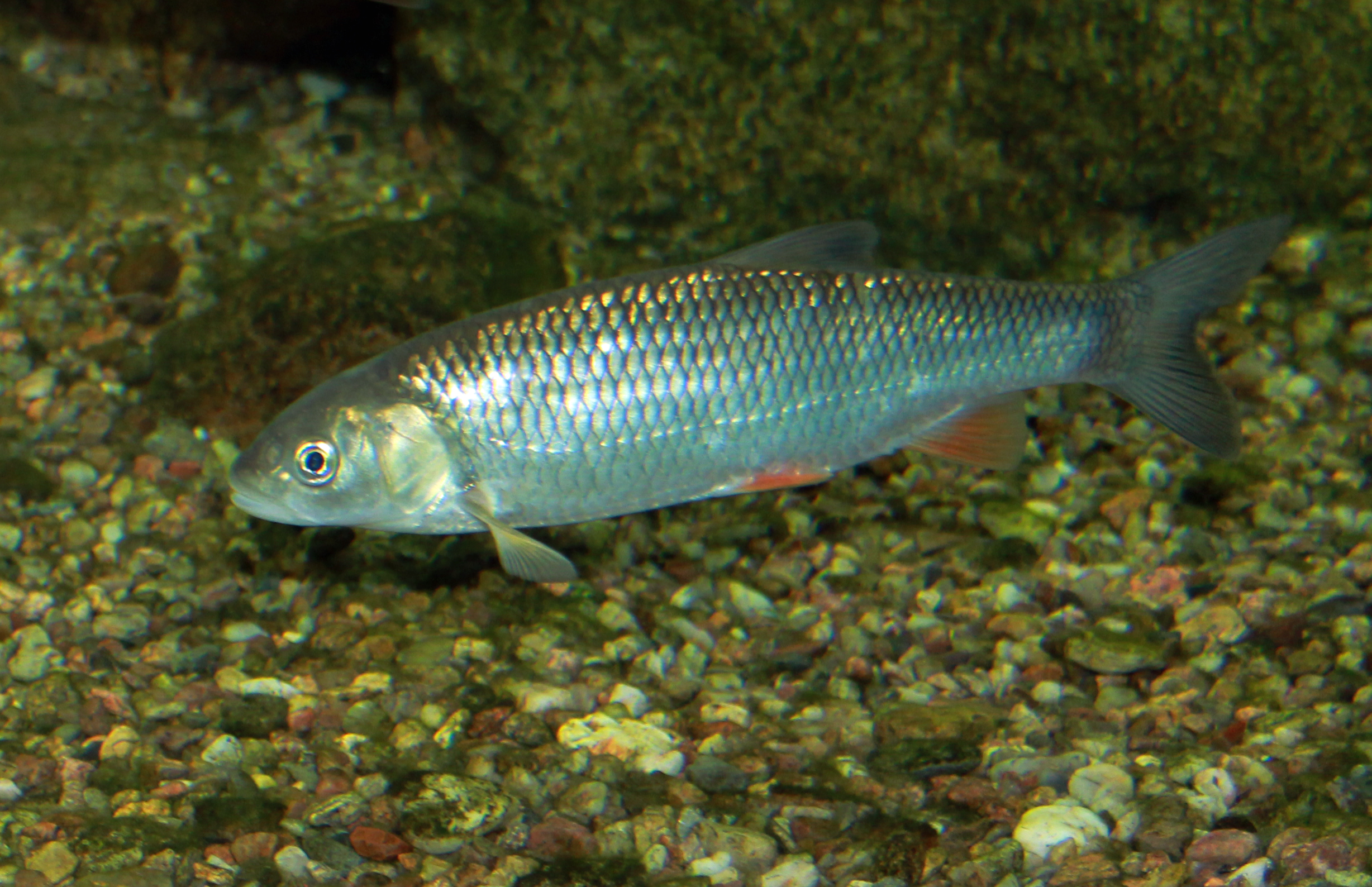
Squalius cephalus
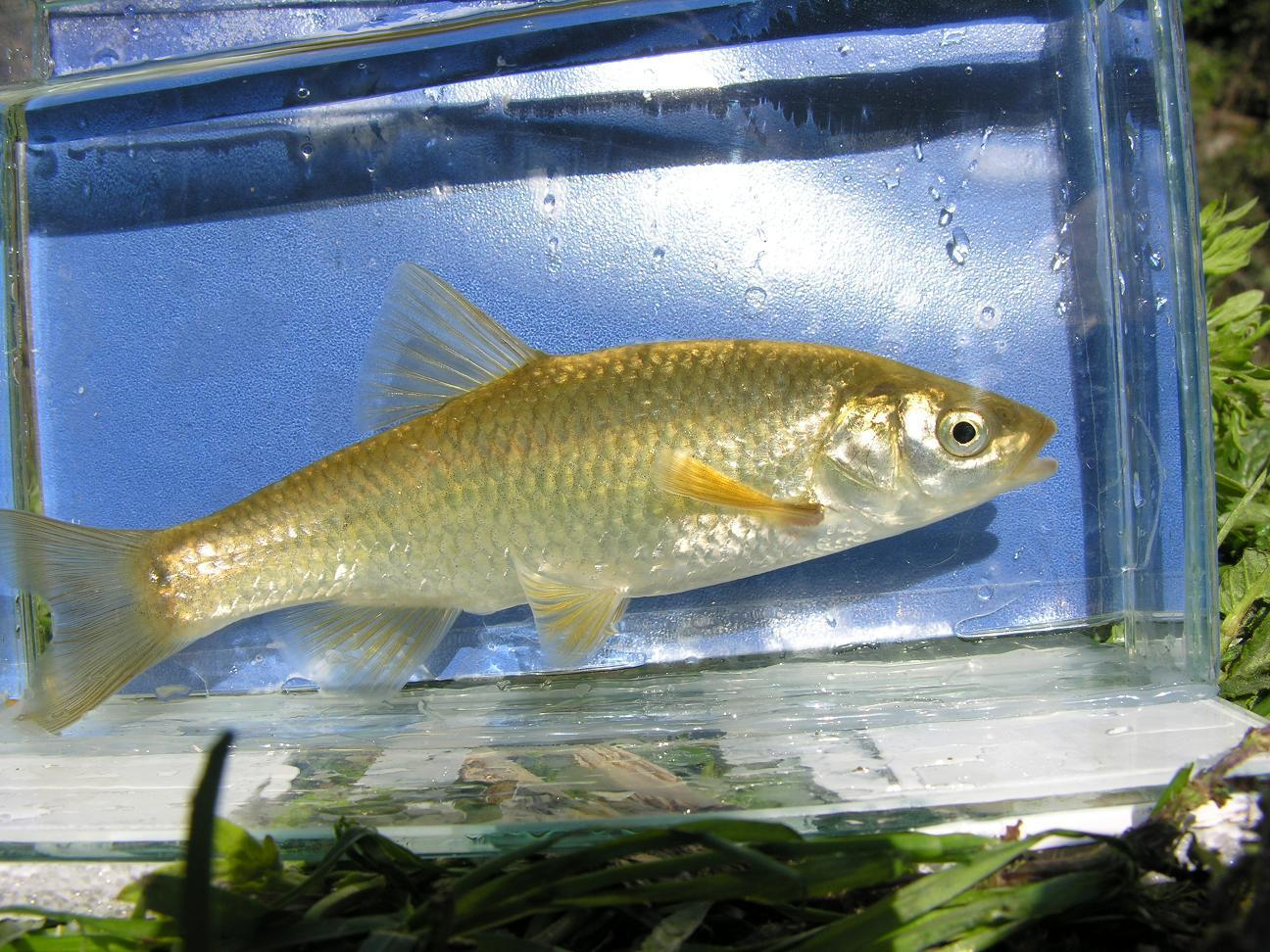
Squalius lucumonis
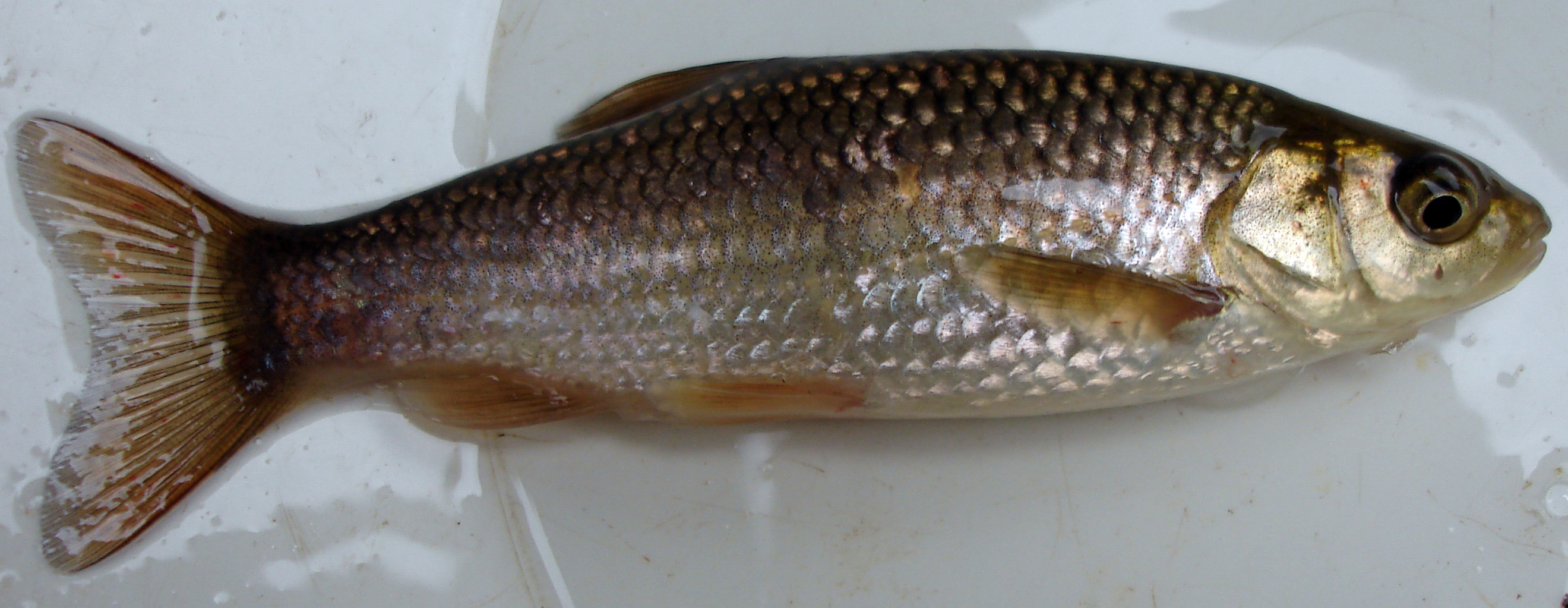
Squalius pyrenaicus